# قوبوستان (شهر)
قوبوستان (به ترکی آذربایجانی: Qobustan) شهری در شهرستان قبوستان کشور جمهوری آذربایجان است. جمعیت این شهر بر اساس سرشماری سال ۱۹۸۹ میلادی، ۲٫۴۱۸ نفر و بر اساس سرشماری سال ۲۰۰۸ میلادی، ۳٫۹۰۰ بوده‌است.